# Districtul Bang Klam
Bang Klam (thailandeză บางกล่ำ) este un district în Provincia Songkhla, în Thailanda de sud.

## Istorie
Districtul minor a fost fondat la 7 ianuarie 1986, prin despărțirea a patru tambon-uri din amphoe-ul Hat Yai. A devenit un district la 8 septembrie 1995.

## Geografie
Districtele vecine sunt amphoe-ul Hat Yai, amphoe-ul Rattaphum și amphoe-ul Khuan Niang. La nord-est este Lacul Songkhla.

## Administrație
Districtul este subdivizat în 4 subdistricte (tambon), care sunt subdivizate în 36 sate (muban). Tha Chang este un subdistrict municipiu (thesaban tambon) și încojoară tambon-ul întreg, celelalte trei subdistricte au fiecare o organizație administrativă a tambon-ului ca fiind guvernul lor local.
| Număr | Nume      | Thailandeză | Sate | Locuitori |  |
| ----- | --------- | ----------- | ---- | --------- |  |
| 1.    | Bang Klam | บางกล่ำ      | 7    | 3,624     |  |
| 2.    | Tha Chang | ท่าช้าง       | 18   | 19,869    |  |
| 3.    | Mae Thom  | จะบังติกอ     | 6    | 2,268     |  |
| 4.    | Ban Han   | บ้านหาร      | 5    | 3,606     |  |

## Legături externe
- amphoe.com